# Histoire de Maine-et-Loire

Le département de Maine-et-Loire créé sur une partie de l'ancienne province d'Anjou.

L'histoire du département de Maine-et-Loire commence en 1790 avec la décision de l'Assemblée constituante de créer le département de Mayenne-et-Loire s'étendant sur une grande partie de l'ancienne province d'Anjou.

## Création
La généralité de Tours d'après le Règlement général du 24 janvier 1789 (États généraux) fut organisé avec un certain nombre de modification qui laissaient présager le démantèlement des anciennes provinces royales. En effet, le 11 novembre 1789, l'Assemblée Constituante brusque les choses en ordonnant aux députés des anciennes provinces de se concerter, afin de mettre en place un réseau de nouveaux départements d'environ 324 lieues carrées, soit 6 561 km2 actuels.
Des réunions se tiennent aussitôt dans l'hôtel du duc de Choiseul-Praslin, député de la noblesse de la Sénéchaussée d'Angers. Une trentaine de députés (des trois provinces) présents envisagent de rétrocéder des territoires au Poitou et de subdiviser le domaine restant en quatre départements, autour des capitales traditionnelles, Tours, Angers et le Mans, et autour de la ville de Laval, qui récupérerait des terres du Maine et de l'Anjou.

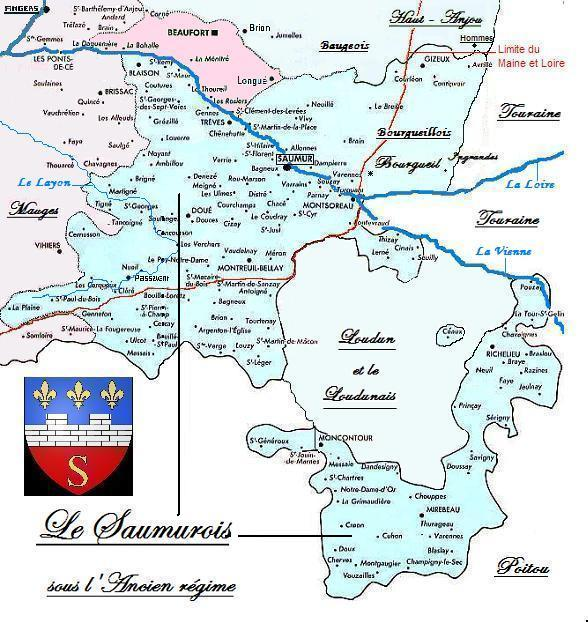
Sénéchaussée de Saumur sous l'Ancien régime

Le 12 novembre 1789, 25 députés (des trois provinces) approuvent ce partage, mais les deux représentants de Saumur, de Charles-Élie de Ferrières et Jean-Étienne de Cigongne, se dissocient de cette décision. Les Saumurois plaident en faveur d'un département de Saumur situé au carrefour des trois provinces de l'Anjou, de la Touraine et du Poitou, avec Loudun pour le partage des pouvoirs. Ils accusent les représentants d'Angers de s'entendre avec leurs collègues du Maine et de Touraine pour le dépeçage de la sénéchaussée de Saumur. Ils les accusent également d'abandonner à la Touraine 24 paroisses anciennement angevines (autour de Château-la-Vallière et de Bourgueil). Le mécontentement grandit, la population de Bourgueil manifeste pour son maintien dans l'Anjou et se solidarise avec Saumur. Pendant ce temps, les représentants de Chinon, à l'instar de ceux de Saumur tentent également de créer leur propre département. Des dissensions apparaissent au sein du conseil municipal de Saumur. Certains représentants de la Noblesse et du Clergé approuvent le découpage proposé par Angers. En décembre de la même année, les Loudunais rompent leur accord avec Saumur. Le 14 janvier 1790, l'Assemblée nationale décrète que "Saumur et le Saumurois feront partie du département de l'Anjou".
Intégré dans le département de Maine-et-Loire, Saumur tente de partager avec Angers la fonction de chef-lieu. Ayant perdu la partie, les représentants de Saumur proclament que l'alternat entre Angers et Saumur permet de déjouer les intrigues et les cabales qui naissent de la fixité. Le lundi 24 mai 1790, ils obtiennent 104 suffrages en faveur de l'alternat, mais 532 voix se prononcent en faveur d'un siège permanent à Angers. Le nouveau département est constitué. L'Assemblée Constituante entérine cette structure le 22 juin 1790 et le Roi le 25 juin 1790.
Afin de calmer la susceptibilité des Saumurois, les 36 membres du nouveau conseil du département portent à leur présidence Gilles Blondé de Bagneux (ancien maire de Saumur). Ainsi jusqu'en novembre 1791, le premier président du conseil général de Maine-et-Loire, sera saumurois.

Sénéchaussées de l'Anjou au XVIIIe siècle.

Listes des bailliages principaux, suivis du nombre de députés à élire et du nom des bailliages ou sénéchaussées secondaires :
- Sénéchaussée d'Angers, 16 députés, (Baugé, Beaufort, Château-Gontier, La Flèche) ;
- Sénéchaussée du Loudunois à Loudun, 4 députés ;
- Sénéchaussée du Maine au Mans, 20 députés, (Beaumont-le-Vicomte, Château-du-Loir, Fresnay-le-Vicomte, Laval, Mamers, Sainte-Suzanne) ;
- Sénéchaussée de Saumur, 4 députés ;
- Bailliage de Tours, 16 députés, (Châtillon-sur-Indre, Chinon, Langeais, Loches, Montrichard).

La sénéchaussée d'Angers garde ses prérogatives sur presque l'ensemble de l'Anjou qui deviendra le futur département de Maine-et-Loire, ainsi que sur l'ensemble de la Mayenne angevine (Château-Gontier et Craon) et sur la majeure partie du Maine angevin (La Flèche et Le Lude) moins le bailliage indépendant de Château-du-Loir rattaché à la sénéchaussée principale du Mans.
Le Saumurois constitue toujours une sénéchaussée indépendante de celle d'Angers mais qui intégra néanmoins le département de Maine-et-Loire, par contre le Saumurois garde encore pour quelque temps son autorité sur Mirebeau, Moncontour et Richelieu. Le Loudunais, qui sépare la sénéchaussée de Saumur en deux zones distinctes, forme également une sénéchaussée indépendante de celle d'Angers.
En 1790, lors de la création des départements français, le Sud-Saumurois (sénéchaussée de Loudun et pays de Mirebeau dépendants du gouverneur de Saumur et partie méridionale de l'Anjou) est rattaché au département de la Vienne.
En 1802, lors de la nomination des premiers préfets de France, c'est un Loudunais, Pierre Montault-Désilles qui devient premier préfet du département de Maine-et-Loire. La même année, son frère Charles Montault-Désilles, devient l'évêque du diocèse d'Angers.
De 1791 à 1793, les 8 districts (Angers, Saumur, Baugé, Châteauneuf, Segré, Saint-Florent-le-Vieil, Cholet et Vihiers) du département de Maine-et-Loire fournirent 8 bataillons de volontaires nationaux.

### Districts et arrondissements
À la création des départements, le Maine-et-Loire fut organisé en huit districts : Angers,
Baugé, Châteauneuf, Cholet, Saint-Florent, Saumur, Segré et Vihiers. En 1800, ils furent remplacés par les arrondissements d'Angers, de Baugé, de Beaupréau, de Saumur et de Segré.

## Pendant les Guerres de l'Ouest

### La Terreur en Anjou
À Angers, où les envoyés en mission Hentz et Francastel sont confrontés, comme Carrier à Nantes, à l'arrivée de milliers de prisonniers vendéens après la bataille de Savenay, les militaires forment en janvier 1794 une commission militaire dite « commission Parein », qui, en quelques semaines, condamne à mort 2 000 personnes, essentiellement des femmes, dans la plupart des cas pour activité contre-révolutionnaire (terme générique renvoyant aussi bien à une participation active à la rébellion que la participation à une messe donnée par un prêtre réfractaire, la parenté avec des insurgés ou même le refus de céder aux avances des juges). Jean-Clément Martin note que « ce détournement à des fins personnelles des principes répressifs provoque le rejet de cette commission militaire par les révolutionnaires locaux. »
À Angers même, 290 prisonniers sont fusillés ou guillotinés et 1 020 meurent en prison par les épidémies. Une tannerie de peau humaine est établie, 32 personnes sont écorchées pour faire des culottes de cavalerie.
Environ 12 fusillades se déroulent de fin novembre 1793 à la mi-janvier 1794 aux Ponts-de-Cé, elles font 1 500 à 1 600 morts. On relève également quelques noyades qui font entre 12 et plusieurs dizaines de victimes. Les fusillades d'Avrillé, au nombre de neuf, du 12 janvier 1794 au 16 avril 1794, font 900 à 3 000 morts, les estimations les plus probables vont de 1 200 à 1 994.
À Saumur, 1 700 à 1 800 personnes sont emprisonnées, 950 sont exécutés par les fusillades ou la guillotine, 500 à 600 périssent en prison ou meurent d'épuisement. À Doué-la-Fontaine, du 30 novembre 1793 au 22 janvier 1794, 1 200 personnes sont emprisonnées, 350 à 370 sont exécutées et 184 meurent en prison.
De plus, 800 femmes sont emprisonnées à Montreuil-Bellay où 200 d'entre elles meurent de maladie, 300 sont transférées à Blois ou Chartres où elles disparaissent pour la plupart. Près 600 à 700 vendéens capturés lors de la Virée de Galerne sont évacués vers Bourges où seule une centaine d'entre eux survivent. Des centaines d'autres prisonniers sont encore fusillés à Sainte-Gemmes-sur-Loire et Le Marillais.
Au total, en Maine-et-Loire, ce sont 11 000 à 15 000 personnes, hommes, femmes et enfants, qui sont emprisonnées, parmi celles-ci 6 500 à 7 000 sont fusillées ou guillotinées, 2 000 à 2 200 meurent dans les prisons.

## LeXIXesiècle
D'après les Statistiques de Levasseur, la population du département en 1852 est de 504 963 habitants sur une étendue de 718 807 ha, ce qui donne 1099 habitants par lieue de poste carrée. Les terres imposables couvrent 691 077 ha, soit environ 63 % en terres labourables, 11 % en prés, 5 % en vignes, 9 % en bois de sapins, chênes et hêtres, 7 % en landes et 3 % en vergers, jardins, étangs et propriétés bâties. La production céréalière est suffisante pour la consommation. Les arbres fruitiers (pommes à cidre, pruniers et amandiers) sont abondants et les vins de bonne qualité. Les troupeaux de chevaux et de bêtes à laine (moutons mérinos, métis, chèvres cachemire) sont également abondants en ce milieu du XIXe siècle. Les exportations consistent en grains, bestiaux, vin blanc et rouge, eaux-de-vie, vinaigres, lin, chanvre, pruneaux (avec les prunes de Sainte-Catherine), confitures sèches, huile, miel, cire, bois de charpente et de construction ; chapelets de coco et verroterie pour les îles. Le département est également renommé pour ses toiles dites Cholettes (mouchoirs et calicots d'indiennes), son huile et ses carrières d'ardoises. D'importantes mines de charbon sont exploitées dans le département, notamment dans le secteur de Chalonnes-sur-Loire.

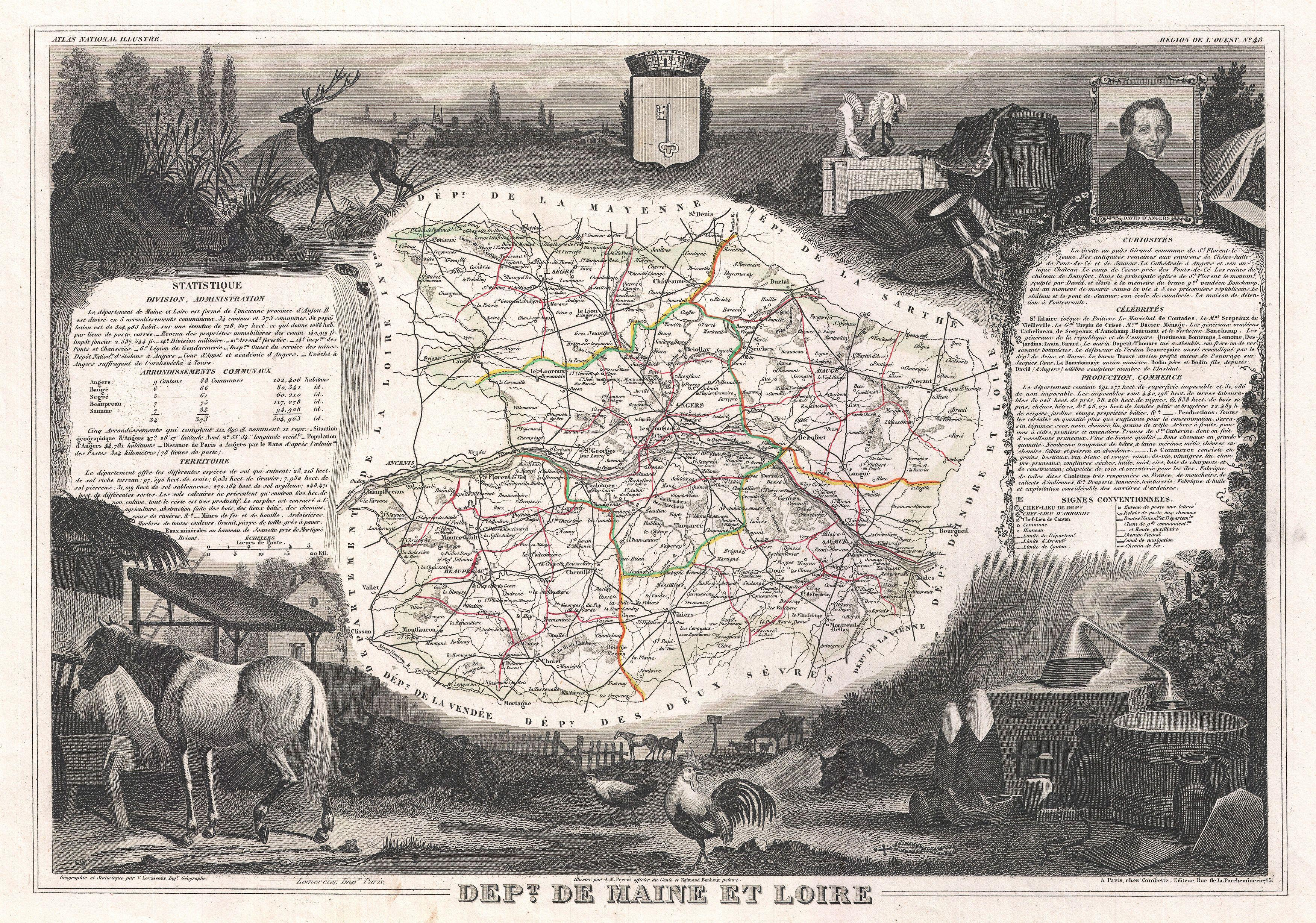
Le département de Maine-et-Loire en 1852.

## LeXXesiècle

### Seconde guerre mondiale
Pendant la Seconde guerre mondiale, le département est témoin de toutes les composantes de la guerre en France.
La guerre en Anjou débute avant l'invasion de la France, Angers devenant, pour des raisons historiques, le lieu de refuge du gouvernement polonais en exil. Lors de la Bataille de France et de la défaite de l'armée française, le département voit se dérouler des combats symboliques le long de la Loire en juin 1940, lors de la défense de celle-ci pour les « Cadets de Saumur ». L'occupation allemande et la collaboration du gouvernement de Vichy s'établit par la suite, les déportations et exécutions s'ajoutant aux privations et aux réquisitions allemandes.
Traversé par la Loire, le département se trouve dans un axe stratégique pour couper la route aux renforts allemands du sud de la France en cas de débarquement. De nombreux bombardements anglais et américains ont lieu le long de la Loire, causant de nombreux dommages matériels et humains. La Libération arrive au début du mois d'août 1944, Pouancé étant libéré dès le 5, Angers le 10, puis l'ensemble du nord de la Loire le lendemain. Il faut cependant attendre le 1er septembre, après la libération de Saumur le 30 août, pour proclamer la Libération officielle de l'ensemble du département de Maine-et-Loire.

## Pour approfondir